# David Wiman
David Leopold Wiman (Göteborg, 6 agosto 1884 – Göteborg, 6 ottobre 1950) è stato un ginnasta svedese.

## Palmarès

### Olimpiadi
- 1 medaglia:
  - 1 oro (Stoccolma 1912 nel concorso svedese a squadre)